# Веса (Форли-Чезена)
Веса је насеље у Италији у округу Форли-Чезена, региону Емилија-Ромања.
Према процени из 2011. у насељу је живело 2 становника. Насеље се налази на надморској висини од 528 м.